# Ізола-дель-Джильйо
Ізола-дель-Джильйо (італ. Isola del Giglio) — острів і муніципалітет в Італії, у регіоні Тоскана,  провінція Гроссето.
Ізола-дель-Джильйо розташована на відстані близько 145 км на захід від Рима, 160 км на південь від Флоренції, 50 км на південь від Гроссето.
Населення — 1447 осіб (2014).
Щорічний фестиваль відбувається 15 вересня. Покровитель — San Mamiliano.

## Історія
Народження острова сталося приблизно 4,5 - 5 мільйонів років тому. Він був заселений в залізну добу. Пізніше, можливо, служив фортецею етрусків. За часів римлян був найважливішою базою в Тірренському морі. Про острів згадують Гай Юлій Цезар в «Записках про галльську війну», а також поет Клавдій Рутил Намаціан.
У 805 році острів був переданий абатству Трьох Джерел. Надалі ним володіли сім'ї Альдобрандескі, Паннокьескі, Каетану, Орсіні і влада міста Перуджа. У 1241 сицилійський флот Фрідріха II розбив в битві біля Джильйо генуезький флот, що перевозив делегації високопоставлених прелатів з Франції, Іспанії, Англії та Північної Італії до Риму.
Починаючи з 1264 островом володіла Пізанська республіка, потім його прибрали до рук Медічі. Кілька разів на острів нападали пірати-мусульмани. Привабливість для правителів острова давали його каменоломні. Багато колон, що прикрашають палаци Риму, були витесані з острівного граніту.
Увечері 13 січня 2012 круїзне судно «Costa Concordia» (Коста Конкордія) зазнало катастрофи і напівзатонуло біля берегів острова. Жителі острова сприяли в рятувальній операції та розміщенні пасажирів і членів екіпажу на березі.

## Демографія
Населення за роками:

Станом на 1 січня 2023 року в муніципалітеті офіційно проживало 147 іноземців з 28 країн, серед них 56 громадян країн Євросоюзу та 6 громадян України.

## Галерея

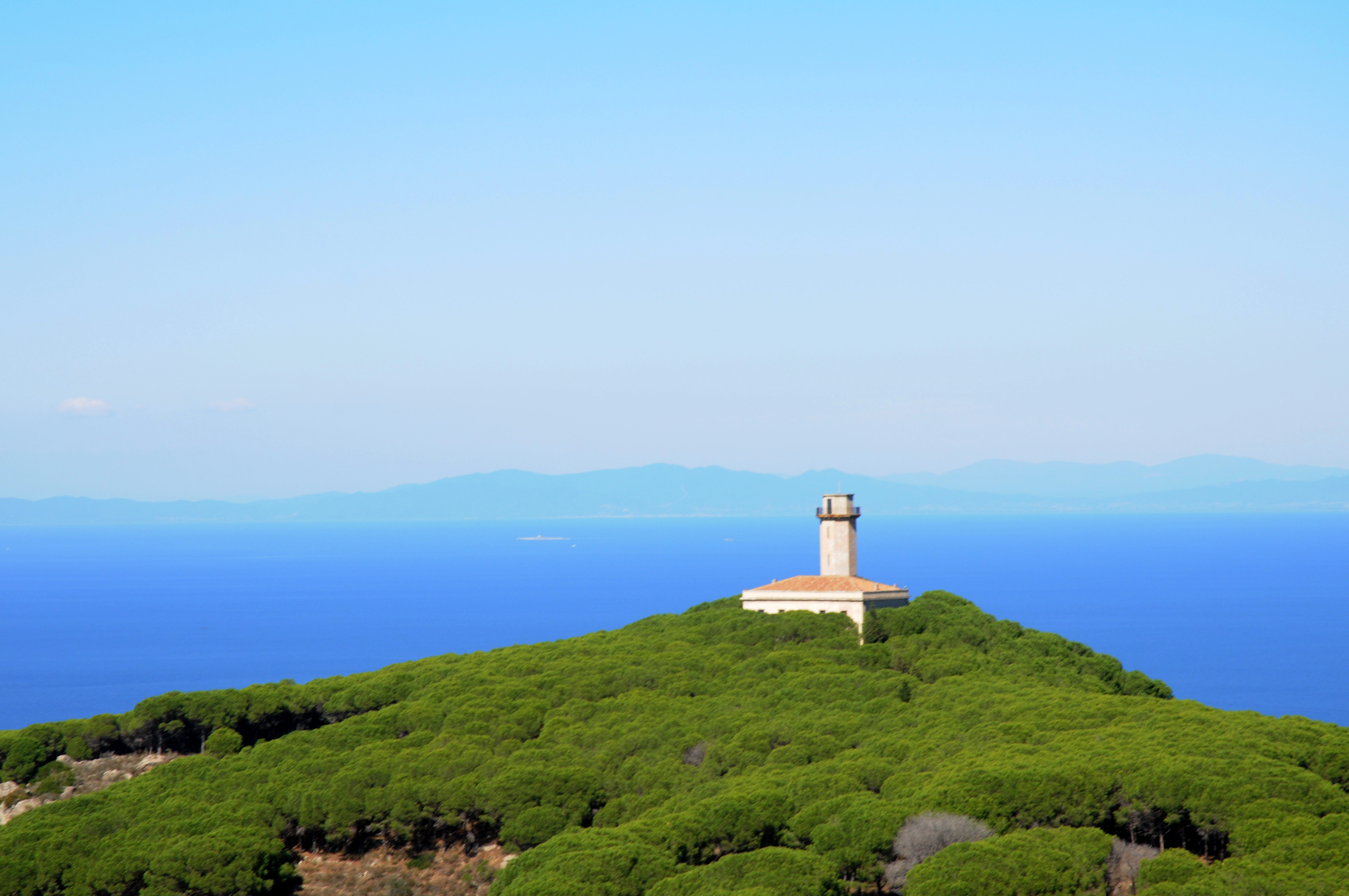
Старий маяк на півночі острова
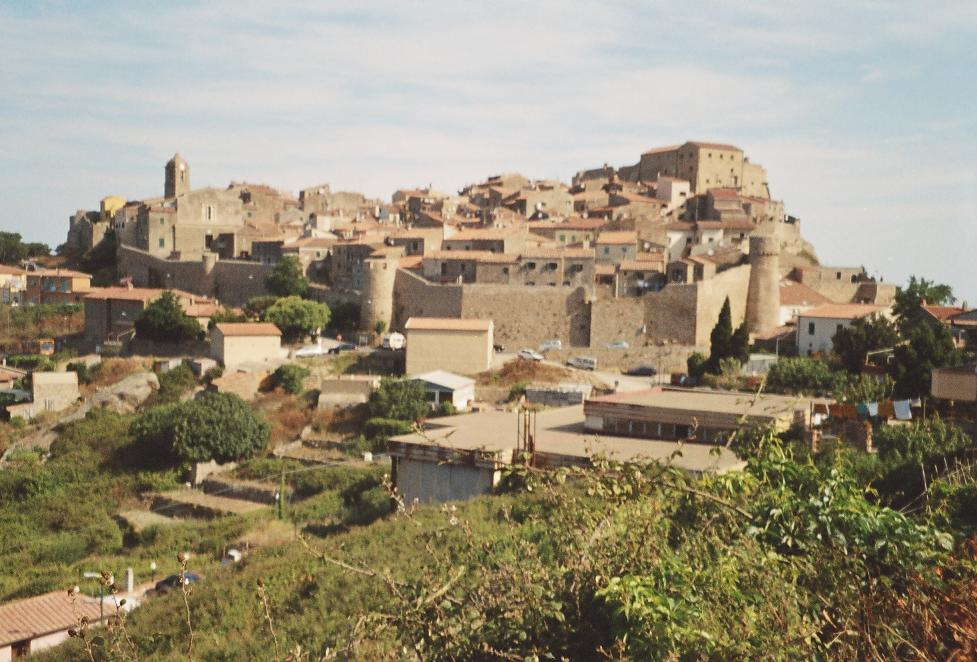
Замок Джильйо
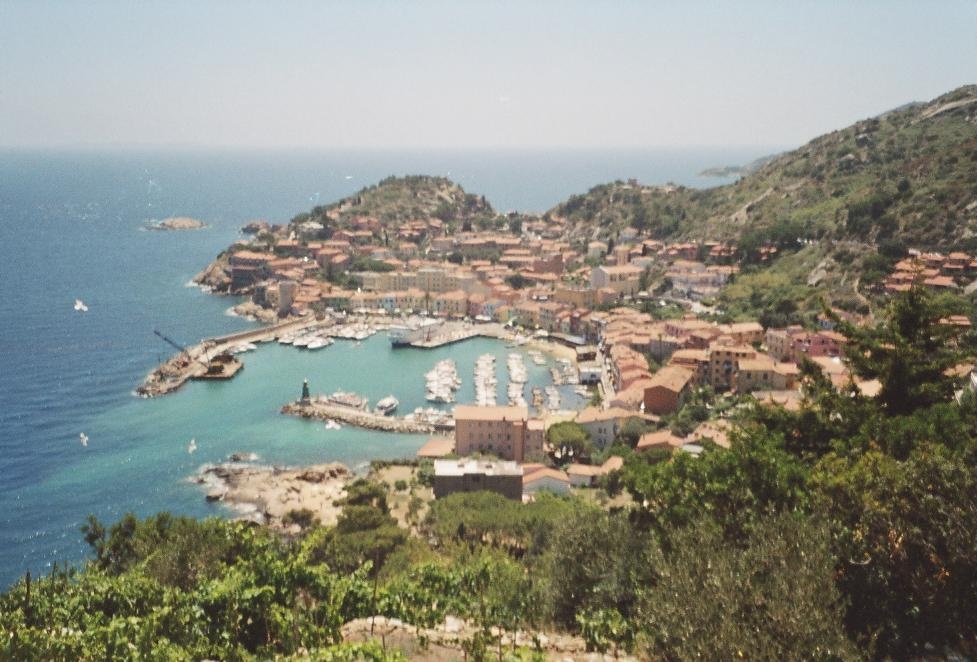
Порт Джильйо